# Хекзаметър
Хекзаметърът (От гръцки: hex, шест и metron, стъпка) в тоническото и силаботоническото стихосложение е стихотворен размер, при който стиховете се състоят от шест стъпки. Обикновено първите пет стъпки са дактили или спондеи, а последната е хорей или спондей. Дактилът е от три срички – първата е дълга, а другите са къси; спондеят е от две дълги срички; хореят е пак от две срички, но първата е дълга, а втората къса.
В хекзаметър са написани „Илиада“ и „Одисея“ на Омир, „Енеида“ на Вергилий, „Метаморфози“ на Овидий, „Дела и дни“ на Хезиод. Това е най-използваният от древните автори размер. Най-първо е използван в религиозните песнопения. Елегиите са се състояли от елегически двустишия, съдържащи един стих в хекзаметър и един – в пентаметър.
Поезия в хекзаметър са писали Александър Балабанов, Асен Разцветников, Пенчо Славейков и Никола Ракитин. С изключение на единични опити, това стихосложение не получава широко разпространение в съвременната българска поезия.